# پرونه-ل-گیون
پرونه-ل-گیون (تلفظ می‌شود [pʁy.nɛ.lə. ɡijɔ̃]) یکی از کمون‌های فرانسه است که در دپارتمان اور-ا-لوآر واقع شده‌است. پرونه-ل-گیون ۲۵٫۳۶ کیلومتر مربع مساحت و ۹۳۴ نفر جمعیت دارد و ۱۵۶ متر بالاتر از سطح دریا واقع شده‌است.